# Samhŭng
Samhŭng (kor. 삼흥역, pol. Trzy Źródła) – stacja linii Hyŏksin, systemu metra znajdującego się w stolicy Korei Północnej, Pjongjangu. Stacja została otwarta 9 października 1975. Mieści się obok głównego kampusu Uniwersytetu im. Kim Ir Sena. Nazwa odnosi się do trzech celów edukacji według Kim Ir Sena - wiedzy, moralności i sportu.